# Miguel Cuéllar Gacharná
Pour les articles homonymes, voir Cuéllar (homonymie).
Miguel Cuéllar Gacharná est un joueur d'échecs colombien né le 18 novembre 1916 et mort le 5 décembre 1985. Il fut champion de Colombie à huit reprises : sept fois entre 1946 et 1961, puis en 1971,, ; Il remporta le championnat colombien de 1955 avec 19,5 points sur 20. Il représenta son pays lors de trois tournois interzonaux et six olympiades entre 1954 et 1972, remportant la médaille d'argent individuelle au premier échiquier lors de l'olympiade d'échecs de 1964 à Tel Aviv. La Fédération internationale des échecs lui décerna le titre de maître international en 1957.

## Tournois internationaux
Miguel Cuéllar Gacharná finit 3e-4e du tournoi de Mar del Plata en 1952, cinquième en 1953, septième en 1957.
En 1958, il termina 2e-3e du tournoi panaméricain de Bogota, ex æquo avec William Lombardy devant Miguel Najdorf et Arthur Bisguier. En 1970, il finit quatorzième du tournoi international de Caracas où Anatoli Karpov finit sixième.

## Olympiades d'échecs
Lors des olympiades, Miguel Cuéllar Gacharná joua au premier échiquier de l'équipe de Colombie en 1954, 1956, 1957, 1964 et 1972, tandis qu'en 1970, il jouait au deuxième échiquier. Il marqua à chaque fois plus de la moitié des points et remporta la médaille d'argent individuelle lors de l'olympiade d'échecs de 1964 à Tel Aviv (la Colombie disputait la finale C en 1964). Il fut également capitaine de son équipe. Il battit Albéric O'Kelly de Galway en 1954, C. H. O'D. Alexander en 1954 et 1958, Wolfgang Uhlmann en 1954, László Szabó en 1958, Daniel Yanofsky en 1958.

## Tournois zonaux et interzonaux
Miguel Cuéllar Gacharná finit deuxième du tournoi zonal de Caracas en 1954, derrière Antonio Medina Garcia, deuxième du tournoi zonal de Caracas en 1957, derrière Boris de Greife. Il remporta le tournoi zonal en 1960 à Caracas et se qualifia pour le tournoi interzonal de 1962. En 1963, il termina 2e-3e du tournoi zonal de La Havane, puis gagna le tournoi zonal de Caracas en 1967. Il fut absent du tournoi zonal de Quito-Guayaquil en 1969, puis il gagna celui de Bogota en 1972.
Miguel Cuéllar Gacharná a participé trois tournois interzonaux (en 1962, 1967 et 1973). S'il finit à chaque fois dans les dernières places du tournoi interzonal, il parvint à battre Viktor Kortchnoï et Efim Geller dans les deux premières rondes en 1962 à Stockholm, puis il battit Gedeon Barcza et Daniel Yanofsky dans l'interzonal de 1962. En 1967, il gagna contre Samuel Reshevsky, Aleksandar Matanović et Lubomir Kavalek à Sousse. En 1973, il ne réussit que trois parties nulles pour quinze défaites.